# Hvastija
Hvastija je priimek v Sloveniji, ki ga je po podatkih Statističnega urada Republike Slovenije na dan 1. januarja 2010 uporabljalo 64 oseb.

## Znani nosilci priimka
- Boltežar Hvastija (1922–1987), gradbenik, konstrukter
- Branko Hvastija, Center za mednarodno sodelovanje in razvoj
- Martin Hvastija (*1969), kolesar
- Mihael Hvastija (1958-2001?), slavist, operni pevec zborist (izginil 2001 na Visu)
- Sabina Hvastija (*1968), pesnica in pevka